# Gęśnica czerwonawa

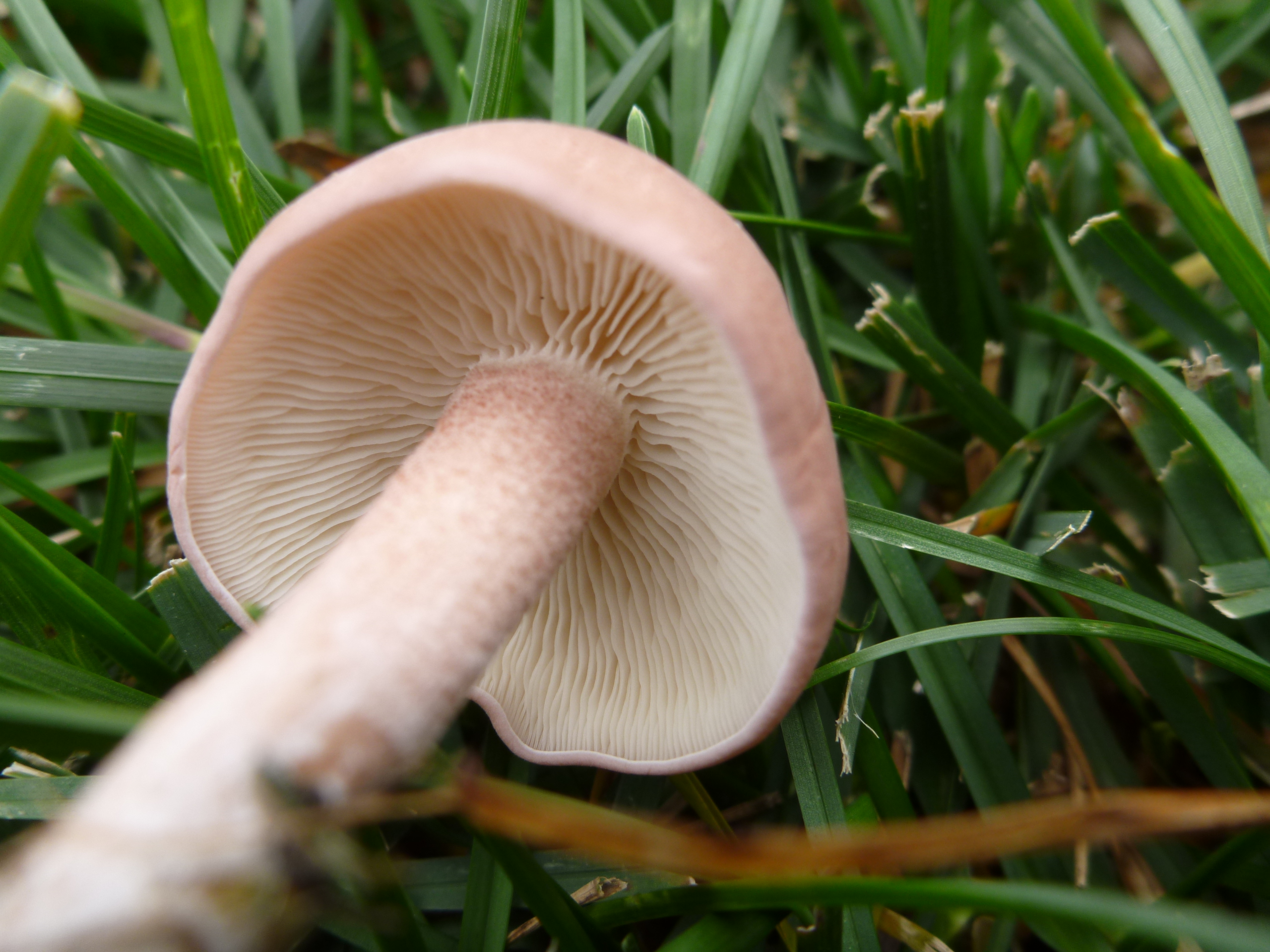

Gęśnica czerwonawa (Calocybe carnea (Bull.) Donk) – gatunek grzybów z rodziny kępkowcowatych (Lyophyllaceae).

## Systematyka i nazewnictwo
Pozycja w klasyfikacji według Index Fungorum: Calocybe, Lyophyllaceae, Agaricales, Agaricomycetidae, Agaricomycetes, Agaricomycotina, Basidiomycota, Fungi.
Po raz pierwszy takson ten zdiagnozował w 1792 r. Jean Baptiste François Bulliard, nadając mu nazwę Agaricus carneus. Obecną, uznaną przez Index Fungorum nazwę, nadał mu w 1962 r. Marinus Anton Donk, przenosząc go do rodzaju Calocybe.
Synonimy:

- Agaricus carneus Bull. 1792
- Calocybe carnea (Bull.) Kühner 1938
- Calocybe readiae (G. Stev.) E. Horak 1971
- Collybia readiae G. Stev. 1964
- Gyrophila carnea (Bull.) Quél. 1886
- Gyrophila carnea var. mammosa Quél. 1890
- Lyophyllum carneum (Bull.) Kühner & Romagn. 1953
- Rugosomyces carneus (Bull.) Bon 1991
- Tricholoma carneum (Bull.) P. Kumm. 1871

Nazwę polską zaproponował Władysław Wojewoda w 2003 r.

## Morfologia
Kapelusz
Średnica 1,2–5 cm, początkowo lekko wypukły, potem płasko rozpostarty. Powierzchnia początkowo delikatnie włóknisto-kłaczkowata, potem naga, o barwie od cielisto-różowej do łososiowej. Jest niehigrofaniczny.
Blaszki
Delikatnie wycięte, gęste, białe.
Trzon
Wysokość 2,5–4 cm, grubość 2–5 mm, górą rozszerzony (nawet do 15 mm), rurkowaty. Powierzchnia sucha, tej samej barwy co kapelusz.
Cechy mikroskopowe
Zarodniki 4–6,5 × 2–3,5 µm, eliptyczne, gładkie, nieamyloidalne. Cystyd brak. Strzępki w skórce kapelusza o średnicy 3,5–7 µm. W strzępkach występują sprzążki.

## Występowanie i siedlisko
Występuje w Ameryce Północnej, Europie i na Nowej Zelandii. W Polsce gatunek rzadki. W piśmiennictwie naukowym do 2003 r. podano co najmniej 10 stanowisk. Liczne i bardziej aktualne stanowiska podaje także internetowy atlas grzybów. Zaliczona w nim jest do rejestru gatunków rzadkich i wartych objęcia ochroną.
Rośnie na ziemi na łąkach, w parkach, ogrodach botanicznych, w zaroślach, rzadziej w lasach. Owocniki zazwyczaj od lipca do października.